# Marosjára
Marosjára (románul: Iara de Mureș, németül: Gare) falu Maros megyében, Erdélyben. Közigazgatásilag Gernyeszeg községhez tartozik.

## Fekvése
Marosvásárhelytől 25 km-re északkeletre, a Maros és a Nyárád közti dombvidéken fekszik.

## Története
1332-ben Jara néven említik először. Középkori, tiszta katolikus lakói a reformáció idején reformátusok lettek, a templommal együtt. A régi templomot 1801. május 6-án tűz pusztította el. Falai megrepedeztek, de még 1858-ig használták. 1858–1871 között helyére új templomot építettek. 1918-ban az addig Székelykálhoz tartozó római katolikusok anyaegyházat szerveztek és plébániatemplomot építettek.